# Бибоп и Рокстеди уничтожают всё
«Бибоп и Рокстеди уничтожают всё» (англ. TMNT: Bebop & Rocksteady Destroy Everything) — ограниченная серия комиксов, состоящая из 5 выпусков, которую в июне 2016 года издавала компания IDW Publishing.

## Синопсис
Бибоп и Рокстеди находят скипетр, позволяющий путешествовать во времени.

### Выпуски
| № | Дата выхода  | Оценка на Comic Book Roundup    |
| - | ------------ | ------------------------------- |
| 1 | 1 июня 2016  | 6,5 из 10 на основе 12 рецензий |
| 2 | 8 июня 2016  | 5,9 из 10 на основе 7 рецензий  |
| 3 | 15 июня 2016 | 6,6 из 10 на основе 6 рецензий  |
| 4 | 22 июня 2016 | 7,3 из 10 на основе 3 рецензий  |
| 5 | 29 июня 2016 | 6,3 из 10 на основе 6 рецензий  |

### Сборники
| Название                                    | Тип            | Дата выхода     | Собранный материал                               | Кол-во страниц | ISBN           |
| ------------------------------------------- | -------------- | --------------- | ------------------------------------------------ | -------------- | -------------- |
| TMNT: Bebop & Rocksteady Destroy Everything | Мягкая обложка | 19 октября 2016 | TMNT: Bebop & Rocksteady Destroy Everything #1-5 | 138            | 978-1631407147 |

## Реакция

### Отзывы критиков
На сайте Comic Book Roundup серия имеет оценку 6,5 из 10 на основе 34 рецензий. Мэтт Литтл из Comic Book Resources, обозревая дебют, похвалил художественную часть выпуска. Ник Нафплиотис из AIPT, рецензируя первый выпуск, также остался доволен ею. Даниэль Гехен из Comics Bulletin дал финалу 2 звезды с половиной из 5 и посчитал, что «Бену Бейтсу и Дастину Уиверу удалось создать тон, который сделал эту мини-серию очень интересной для чтения». Кейл Уорд из ComicsVerse оценил последний выпуск в 4,4 звёзд из 5 и написал, что «несмотря на какой-то запутанный и клишированный финал» комикс «был невероятно увлекательным».

### Продажи
Ниже представлен график продаж комикса за первый месяц выпуска на территории Северной Америки.